# باتريك لاثام
باتريك لاثام (8 أكتوبر 1975 في المملكة المتحدة - ) (بالإنجليزية: Patrick Latham)‏ هو لاعب كريكت بريطاني. لعب مع Cambridgeshire County Cricket Club ‏.

## وصلات خارجية
- باتريك لاثام على موقع إي آس بي آن كريك إنفو (الإنجليزية)